# Clasville

Clasville este o comună în departamentul Seine-Maritime, Franța. În 2009 avea o populație de 261 de locuitori.